# Chiesa di San Giacomo Apostolo (Ferrara, Fossa d'Albero)
La chiesa di San Giacomo Apostolo è la parrocchiale di Fossadalbero, frazione di Ferrara.
Si trova in via Chiorboli, appartiene al vicariato di Santa Caterina Vegri e risale al XVIII secolo

## Storia

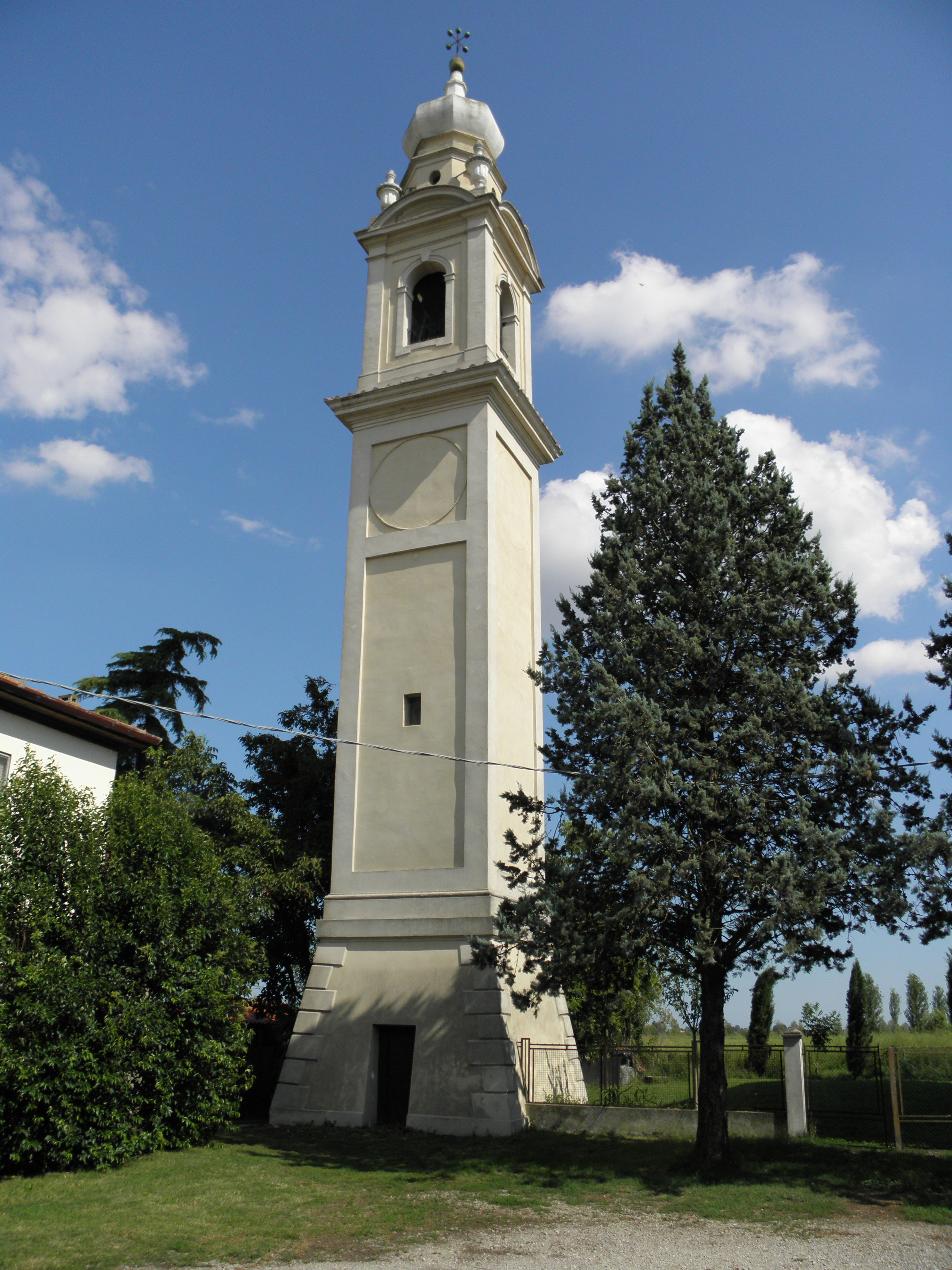
Il campanile

La prima citazione di una chiesa a Fossadalbero è nella relazione della visita pastorale del 1434 del vescovo di Ferrara Giovanni Tavelli. Il giurispatronato apparteneva alla famiglia Este, che era pure proprietaria della villa nei pressi della chiesetta. Nel 1574 monsignor Giovanni Battista Maremonti, durante la sua visita, annotò che la chiesa era dotata del fonte battesimale. Nel XVII secolo il giurispatronato passò per un certo periodo al conte Cesare Mosti, allora governatore di Zara per conto della Serenissima.
La parrocchiale è frutto dei rifacimenti condotti nel XVIII secolo e nel 1963 la parrocchia di Fossadalbero venne ampliata estendendo la sua giurisdizione ecclesiastica sulla borgata Sabbioni, sino ad allora legata a Pescara Ferrarese. La chiesa venne ristrutturata tra il 2003 ed il 2005.

## Descrizione

### Esterno
L'orientamento della chiesa è verso est. La facciata a capanna presenta due lesene ai bordi, un piccolo rosone sopra il portale ed è priva di timpano.
Il campanile sorge staccato dalla chiesa e la cella campanaria si apre con quattro finestre a monofora. La cuspide a cipolla si alza da un tamburo ottagonale.

### Interno
La navata interna è unica e presenta cinque lesene per lato. Nella sala è conservata la pala San Giacomo Apostolo.